# Shūto Suzuki
Shūto Suzuki (japanisch 鈴木 修人 Suzuki Shūto; * 31. August 1985 in der Präfektur Chiba) ist ein japanischer Fußballspieler.

## Karriere
Suzuki erlernte das Fußballspielen in der Universitätsmannschaft der Waseda-Universität. Seinen ersten Vertrag unterschrieb er 2008 bei Kashima Antlers. Der Verein spielte in der höchsten Liga des Landes, der J1 League. Im Juli 2009 wurde er an den Zweitligisten Shonan Bellmare ausgeliehen. Für den Verein absolvierte er sechs Ligaspiele. 2010 kehrte er zu Kashima Antlers zurück. 2011 wechselte er zum Zweitligisten Tochigi SC. Für den Verein absolvierte er 19 Ligaspiele. 2013 wechselte er zum Ligakonkurrenten Giravanz Kitakyushu. Für den Verein absolvierte er 37 Ligaspiele.

## Erfolge
Kashima Antlers
- J1 League

Meister: 2008, 2009
- Kaiserpokal

Sieger: 2010